# Eurytomocharis glyceriae
Eurytomocharis glyceriae is een vliesvleugelig insect uit de familie Eurytomidae. De wetenschappelijke naam is voor het eerst geldig gepubliceerd in 1966 door Bugbee.